# Фариас, Хосе Антонио «Потро»
Хосе Антонио «Потро» Фариас (исп. Jose Antonio Farias Mackey, conocido como Jose Antonio «Potro» Farias) (15 октября 1956,Монтеррей, Нуэво-Леон, Мексика) — мексиканский композитор и композитор кино и телесериалов.

## Биография
Родился 15 октября 1956 года в Монтеррее. Сначала работал как обычный композитор, а в 1978 году его пригласили в мексиканский кинематограф, где он стал писать фоновые мелодии для межсериальных заставок. Всего написал мелодии к 19 фильмам и телесериалам, некоторые из которых полюбились зрителям. Является композитором телесериалов: «Дикая Роза», «Просто Мария», «Мария Мерседес», «Узурпаторша» и «Огонь в крови». В 1989 году сыграл роль камео в мексиканском телесериале Просто Мария, где он сыграл в 32-й и 33-й сериях теленовеллы в качестве пианиста, игравшую мелодию из первой заставки телесериала.

## Фильмография

### Избранные телесериалы
- 1978 — Вивиана
- 1987—1988 — Дикая Роза
- 1989—1990 —
  - Карусель
  - Просто Мария + роль камео (пианист в ресторане, играющий мелодию первой заставки телесериала; 32-я и 33-я серия телесериала)
- 1992 — Мария Мерседес
- 1998 — Узурпаторша
- 1999 — Росалинда
- 2007 — Огонь в крови
- 2010 — Триумф любви